# Willy Burmester
Willy Burmester (Amburgo, 16 marzo 1869 – Amburgo, 16 gennaio 1933) è stato un violinista e compositore tedesco.

## Biografia
Carl Adolph Wilhelm (Willy) Burmester nacque ad Amburgo. Iniziò gli studi del violino dall’età di quattro anni con il padre, a sette cominciò ad esibirsi in pubblico e tre anni dopo suonò per la prima volta con l’orchestra. Dal 1882 fu allievo di Joseph Joachim a Berlino. Nel 1885 tuttavia si ritirò dalla scuola di Joachim, e cominciò da autodidatta a sviluppare la sua tecnica con l’intento di puntare sul virtuosismo violinistico. Dal 1886 intraprese lunghe tournée concertistiche. La sua fama in Europa in quel periodo era molto alta così come nella sua prima visita in Inghilterra ma a Parigi e in America non ottenne gli stessi risultati. Nel 1890 fu il primo violino nell’Orchestra di Sondershausen (in Germania). 
Compose diversi brani tra cui una Serenata per quartetto d’archi e contrabbasso. Arrangiò opere di Bach e Händel e altri compositori; revisionò e adattò composizioni antiche per violino e pianoforte. Tuttavia, le sue preferenze per i pezzi virtuosistici oggi è criticata, così come i suoi arrangiamenti non stilistici non sono più utilizzati dai violinisti odierni. Nel 1926 pubblicò le sue memorie

## Scritti
- Fünfzig Jahre Künstlerleben, Berlin, A. Scherl, 1926 [213pp.]; tr. eng. di Roberta Franke, Fifty Years as a Concert Violinist, Linthicum Heights, MD: Swand, 1975 [168pp.]